# Église Saint-Martin d'Issou
Pour les articles homonymes, voir Église Saint-Martin.
L'église Saint-Martin est une église catholique située à Issou, en France.

## Localisation
L'église est située dans le département français des Yvelines, dans la commune d'Issou.

## Description

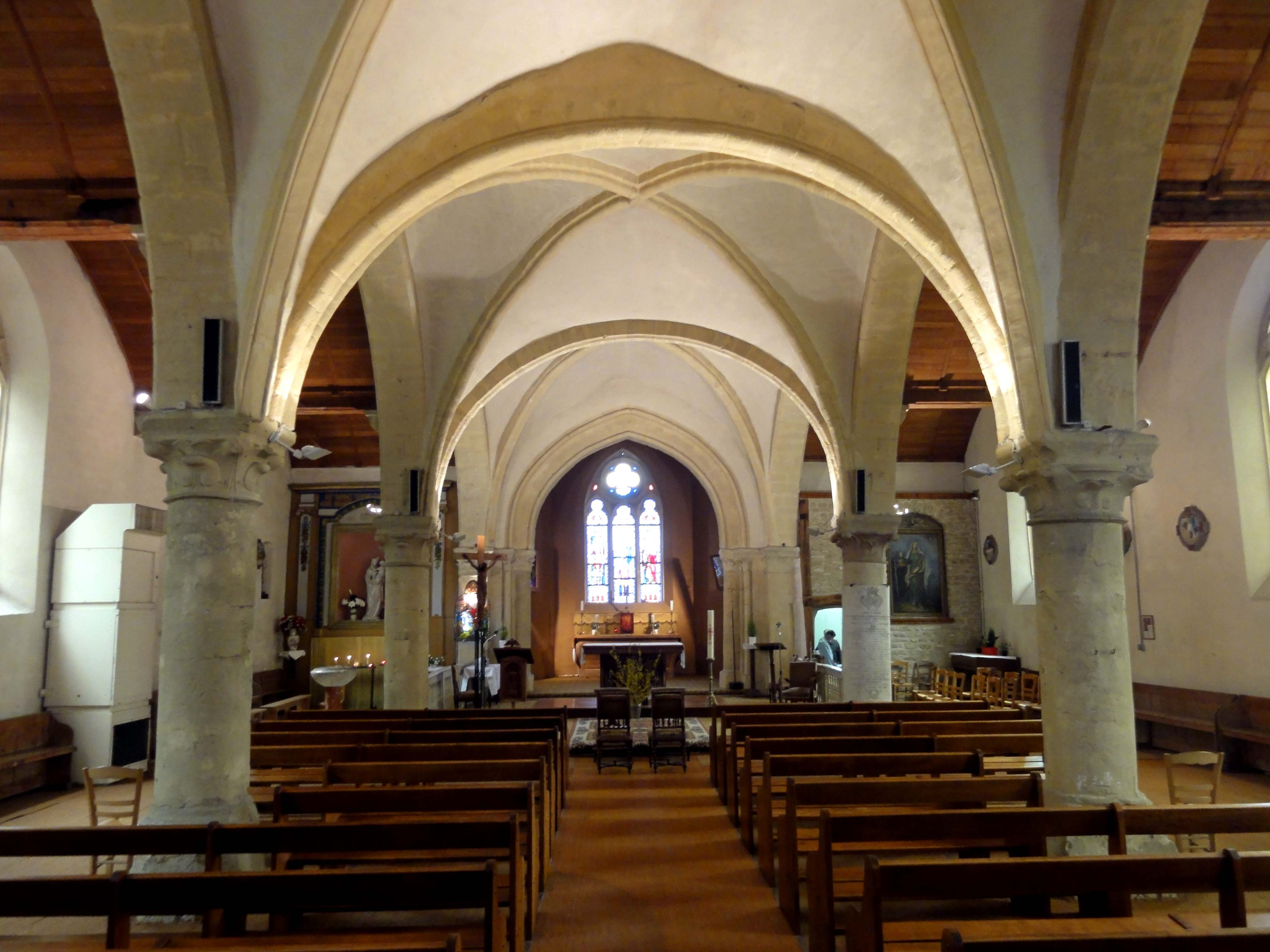
L'église Saint-Martin, nef, vue vers l'est, en 2016.

C'est un édifice construit en pierre meulière. Le chœur, de style gothique, comporte une abside à trois pans.
Un des vitraux représente le blason de Jean de Dampont, entouré du collier de l’ordre de Saint-Lazare de Jérusalem, dont il était chevalier.

## Historique

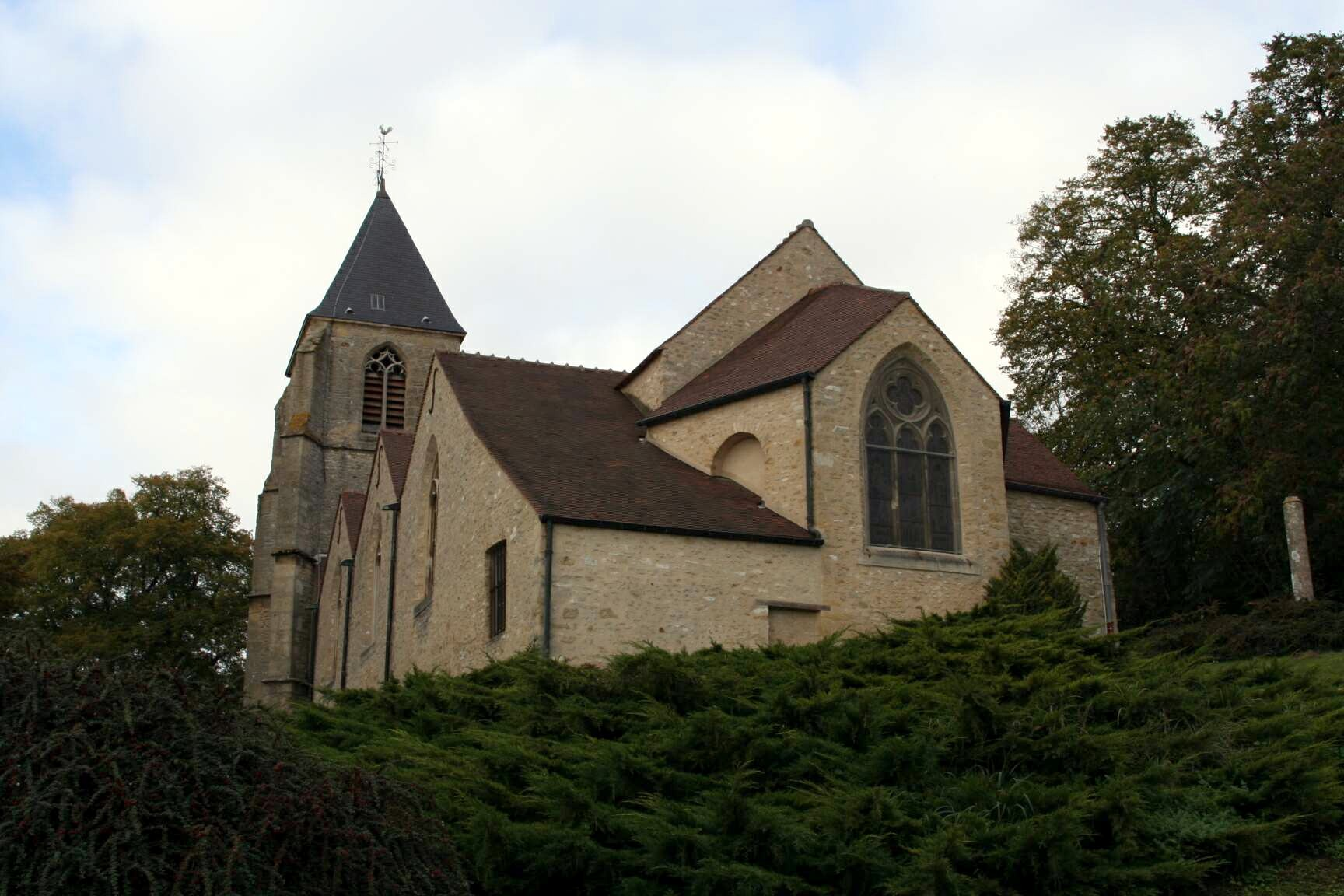
L'église Saint-Martin en 2006.

À cet emplacement se trouvait un sanctuaire, mentionné au VIIe siècle. Ses dîmes furent données en 980 à l’église Notre-Dame de Mantes par la comtesse Liutgarde de Vermandois.
La construction, que la tradition locale attribue à la famille de Dampont, date du XIIe siècle. Elle reçoit des remaniements au XVe siècle et au XVIe siècle, puis une restauration en 1970.